# Alexander John Godley
Alexander John Godley (ur. 4 lutego 1867, zm. 6 marca 1957) – brytyjski generał służący w siłach nowozelandzkich podczas I wojny światowej, znany jako dowódca Nowozelandzkiego Korpusu Ekspedycyjnego oraz Sił Obronnych Nowej Zelandii. Stanowisko to objął w 1910 roku a nominacji na tę funkcję dokonał Lord Kitchener. Podczas bitwy o Gallipoli, Godley dowodził połączonymi siłami Australijsko-Nowozelandzkimi.
Alexander Godley urodził się w 1867 roku w angielskim miasteczku Chatham w hrabstwie Kent. Jego ojciec był kapitanem w armii brytyjskiej. Godley uczęszczał do Royal Military Academy Sandhurst, którą ukończył w 1886 roku. Po zakończeniu studiów został przyłączony do pułku dublińskich fizylierów. W 1898 roku ożenił się z Louis Fowler, a następnie wyruszył do Południowej Afryki walczyć podczas II wojny burskiej, gdzie służył w oddziałach Irlandzkich Gwardzistów.
W 1910 roku został mianowany przez Lorda Kitchenera dowódcę armii nowozelandzkiej. W ciągu pięciu lat służby Godley otrzymał rangę generała-majora. W 1915 roku wraz z armią nowozelandzką Godley został wysłany do Egiptu, gdzie miał ćwiczyć przed desantem w zatoce Anzac. Po zakończeniu walk na Gallipoli, Godley został mianowany dowódcą I korpusu ANZAC jednakże po krótkim okresie w pełnieniu tej funkcji zamienił się z generałem Williamem Birdwoodem i objął dowództwo nad II korpusem ANZAC.
Po wojnie Godley uczestniczył w okupacji Nadrenii. W latach 1928–1933 służył jako gubernator Gibraltaru natomiast w czasie II wojny światowej dowodził plutonem Home Guard.

## Odznaczenia
- Krzyż Wielki Orderu Łaźni (Wielka Brytania)
- Krzyż Komandorski Order św. Michała i św. Jerzego (Wielka Brytania)
- Wielki Oficer Legii Honorowej (Francja)
- Krzyż Wojenny 1914–1918 (Francja)